# Bystrica (přítok Nitrice)
Bystrica je 5,7 km dlouhý potok na Horní Nitře, v západní části okresu Prievidza. Jde o pravostranný přítok Nitrice.

## Pramen
Pramení ve Strážovských vrších, v podcelku Nitrické vrchy, na severovýchodním svahu Čierného vrchu (997 m n. m.) v nadmořské výšce 700 m.

## Průběh toku
Od pramene teče nejprve na sever, postupně se stáčí na východ, zleva přibírá čtyři krátké přítoky z jihovýchodního úpatí Suchého vrchu a stáčí se na jihovýchod. Zprava přibírá přítok z oblasti Kuchyne, další z oblasti Havraní skaly a vstupuje do Hornonitrianske kotliny, do podcelku Rudnianske kotliny. Protéká obcí Rudnianska Lehota, stáčí se a teče východním směrem ke svému ústí. Vlévá se do vodní nádrže Nitrianske Rudno severně od obce Nitrianske Rudno v nadmořské výšce 321 m.